# Leakey (Texas)
Leakey è una città degli Stati Uniti d'America, situata nello Stato del Texas, nella Contea di Real, della quale è anche il capoluogo.